# Lucillo
Lucillo és un municipi de la província de Lleó a la comunitat autònoma de Castella i Lleó. Forma part de la comarca de Tierra de Astorga.

## Demografia
| 1991 |  | 1996 |  | 2001 |  | 2004 |
| ---- |  | ---- |  | ---- |  | ---- |
| 611  |  | 560  |  | 494  |  | 477  |

## Personatges il·lustres
- Luis Fuertes Fuertes, militant d'UGT i diputat pel PSC-PSOE a les eleccions de 1977 i 1979.